# Nieuwe Prinsengracht 64

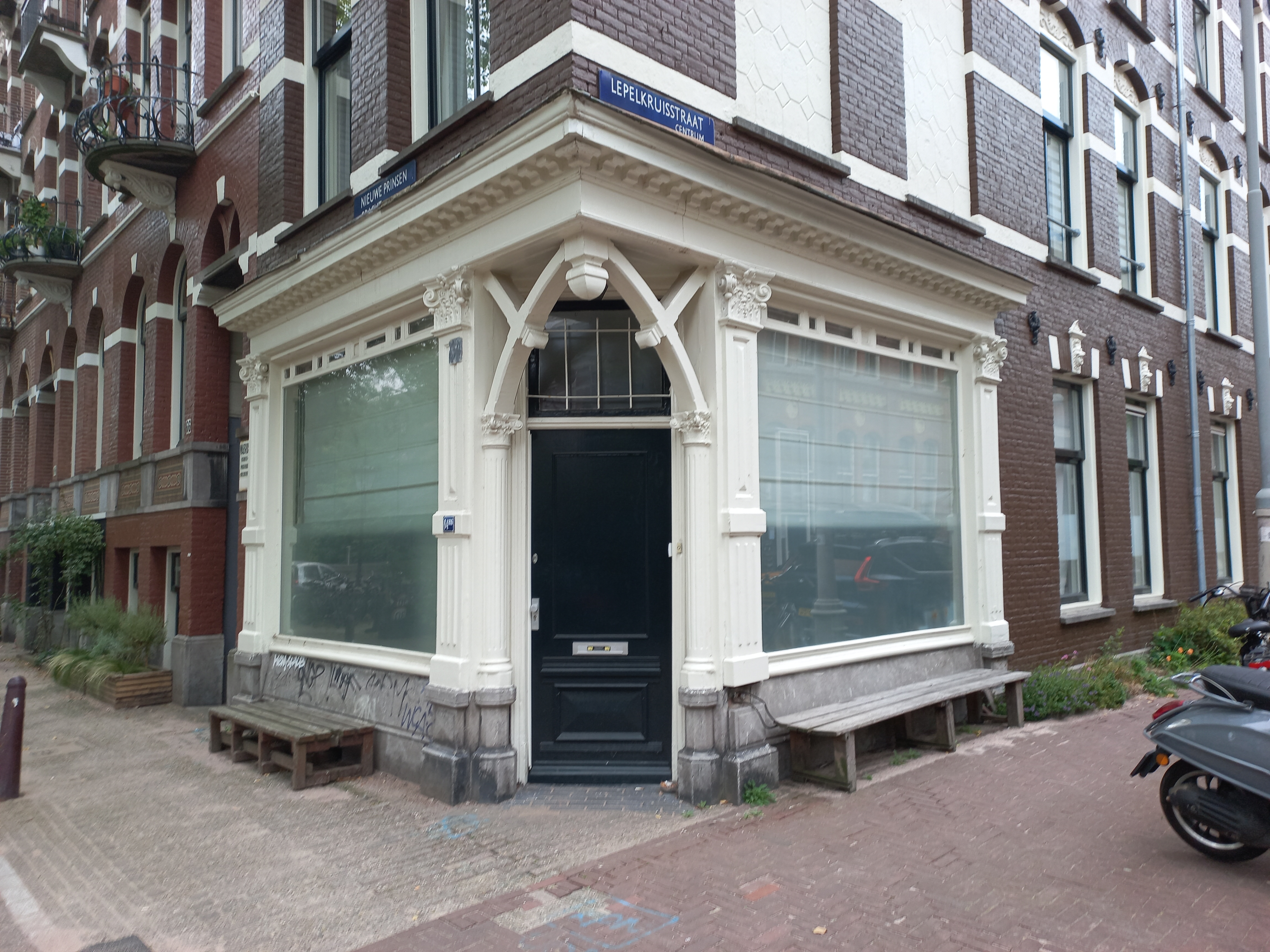
Voormalige winkelpui (augustus 2025)

Nieuwe Prinsengracht 64 te Amsterdam is een gebouw aan de Nieuwe Prinsengracht, Amsterdam-Centrum.

## Nieuwe Prinsengracht
De Nieuwe Prinsengracht dateert van eind 17e eeuw. Ze staat dan al op kaarten, maar erg veel bebouwing is er in dit gebied nog niet. Tot diep in 19e eeuw was hier een veemarkt op open terrein. Alhoewel er al wel een straat parallel aan de Nieuwe Prinsengracht en Nieuwe Achtergracht loopt, heeft deze nog geen naam. Op een stadsplattegrond uit 1882 is de veemarkt nog ingetekend. Op 26 juli 1889 kregen de Lepelstraat en Lepelkruisstraat hun naam. Lepelkruisstraat staat hier voor een dwarsstraat van de Lepelstraat.

## Nieuwe Prinsengracht 64

### Historie
Uit die periode, de late jaren 1880, stamt ook dit hoekgebouw. Er zijn van dat deel van de Nieuwe Prinsengracht bouwtekeningen teruggevonden, waarbij een woon/winkelblok ontworpen werd door Cornelis Antonius Bombach, die aan de gracht bijzonder actief was. Grote delen van de gevelwand komen van zijn hand. Het is niet geheel volgens de tekeningen uitgevoerd en met name Nieuwe Prinsengracht 64 wijkt af. Toch wordt het basisidee aan hem toegeschreven. Afdeling Monumenten en Archeologie vond het afwijkende hoekpand dermate passend dat het als apart gemeentelijk monument (209032) werd ingeschreven.

### Gebouw
Het gebouw is vanaf de gracht circa 22 meter diep de Lepelkruisstraat in gebouwd; er is dan ook een aparte ingang voor de woningen aldaar. Nieuwe Prinsengracht 64-Hs (huis) ligt aan de gracht; nummer 64 meer aan de Lepelkruisstraat. Het geheel rust op een natuurstenen plint. De begane grond dient tot woonhuis met op de hoek een voormalig bedrijfsgedeelte. Op de op straatniveau gelegen woonlaag komen nog drie woonetages en een zolder onder een schilddak. Opvallende details zijn te vinden in de afsluiting van de raampartijen. Op de eerste verdieping zijn er ontlastingsbogen; de tweede en derde verdieping kent bijna rechte lijnen. De sluitstenen op de tweede en derde etage hebben dan weer gebeeldhouwde koppen, daar waar die op de eerste verdieping ontbreken. De entree van de winkel, die op de hoek ligt, is extra gedetailleerd uitgevoerd. De pui wordt gedragen door pilasters en boven de ingang een hoofdgestel met boogconstructie. De verticale kolommen worden afgesloten met versieringen. De lijst die de pui afsluit steekt enigszins naar voren. Als bijzonderheid wordt nog gegeven dat de winkelramen overhaaks staan. De redengevingen tot gemeentelijk monument zijn “stedenbouwkundig hoekaccent", de "architectuurhistorische waarde" en het grotendeels nog gaaf zijn van het exterieur.  Het gebouw telt zes met pleisterwerk  (inclusief reliëf) geblindeerde vensters en drie met pleisterwerk geblindeerde vensters met Oeil de boeufachtige vensters.

## Kunst
Het gebouw sluit niet (meer) goed aan bij de bebouwing in de Lepelkruisstraat. In de jaren negentig is daar een nieuwbouwcomplex neergezet. Om de ruimte op te vullen kwam er een muurtje met daarop het kunstwerk Gevelbeeld van Herbert Nouwens. Achter het muurtje gaat een voetpad schuil, dat de eerste belendende huizen van de Nieuwe Prinsengracht aandoet.